# Operation Baytown
1940–1945: Luftangriffe auf Italien
1940: Angriff auf Tarent
1943: Operation Husky (Lehrgang) – Waffenstillstand von Cassibile – Invasion in Italien (Baytown, Avalanche, Slapstick) – Fall Achse – Schlacht um Ortona
1944: Schlachten am Monte Cassino – Operation Shingle – Gotenstellung – Schlacht von Monte Castello
1945: Frühjahrsoffensive

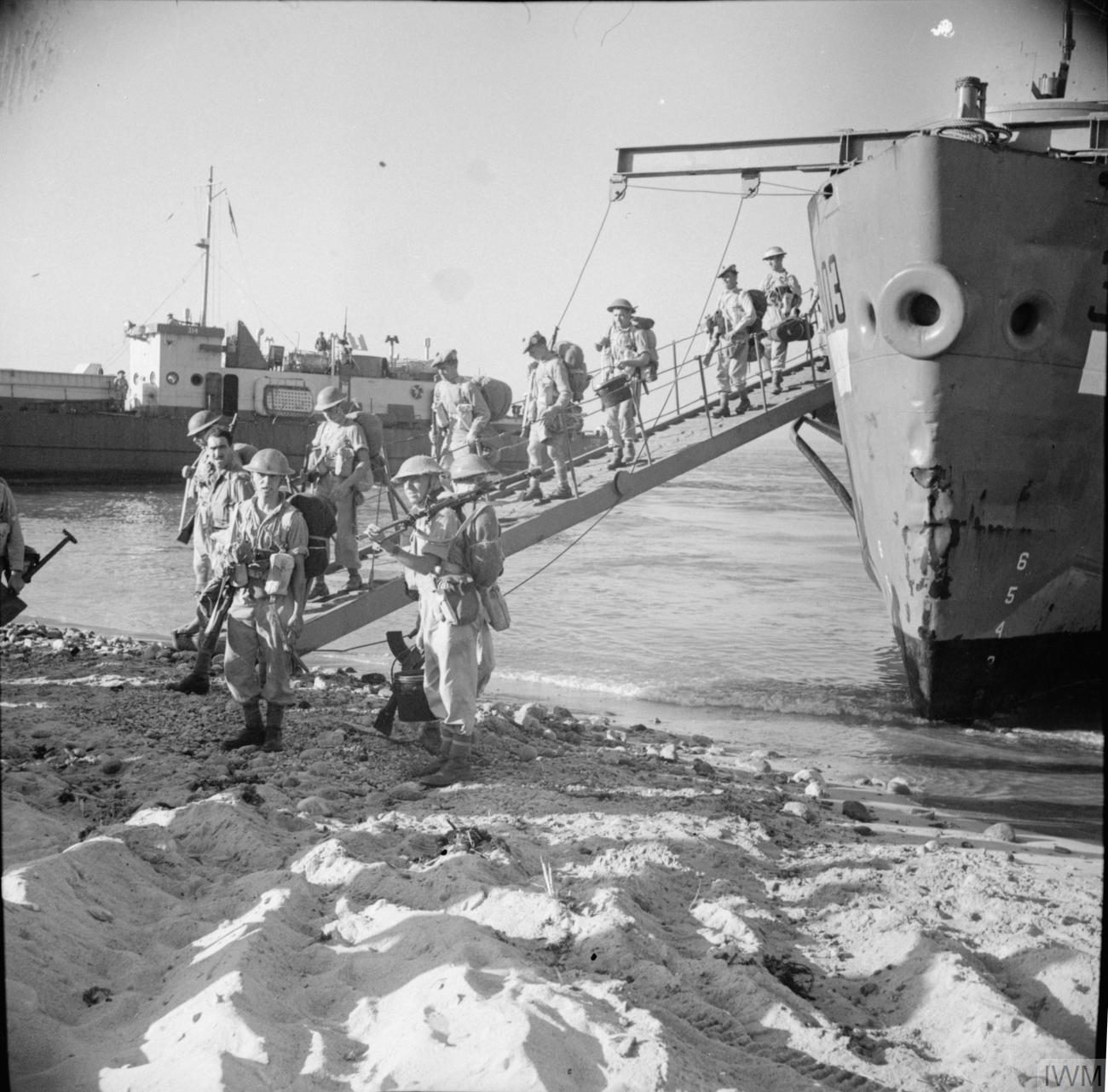
Landung britischer Truppen bei Reggio am 3. September 1943

Operation Baytown war der Deckname für die alliierte Militäroperation zur Besetzung eines Küstenabschnittes bei Reggio Calabria an der Südspitze Kalabriens im Zweiten Weltkrieg. Die Operation begann am 3. September 1943 im Vorfeld der geplanten Hauptlandung bei Salerno (Operation Avalanche).

## Vorgeschichte und Verlauf
Italien hatte unter der Regierung Badoglio am 3. September im Geheimen den Waffenstillstand von Cassibile mit den Alliierten abgeschlossen und sich nach dessen Verkündung am 8. September offiziell aus dem Kriegsgeschehen zurückgezogen. Die Alliierten planten die Landung in Gebieten, die von der Wehrmacht kontrolliert wurden. Damit die deutschen Truppen vom geplanten Landungspunkt bei Salerno (Operation Avalanche) abgelenkt würden, landete die britische 8. Armee unter General Bernard Montgomery in der Operation Baytown bereits am 3. September ihr XIII. Korps (GenLt. Miles Dempsey) bei Reggio an der Südspitze Kalabriens. Das XIII. Korps umfasste zu diesem Zeitpunkt die 1. Kanadische Division (Major-General Guy Simonds) und die britische 5. Infanteriedivision (Major-General Gerard Bucknall).
Der deutsche Oberbefehlshaber in Italien Generalfeldmarschall Albert Kesselring erwartete eine alliierte Hauptlandung bei Gaeta oder Salerno und hatte starke deutsche Einheiten nach Norden bis zur „Gustav-Linie“ zurückgezogen. Der Widerstand gegen die Landung war daher sehr gering. Ein einziges deutsches Regiment wurde zurückgelassen, um 25 Kilometer Küste zu verteidigen. Die italienischen, schlecht ausgerüsteten Küstendivisionen waren aufgrund der unklaren politischen Situation und durch das massive alliierte Bombardement demoralisiert und leisteten daher faktisch keinen Widerstand gegen die Landung. Eine Ausnahme bildeten Einheiten der italienischen 184. Luftlandedivision „Nembo“, die am Aspromonte-Massiv entschlosseneren Widerstand leistete, der aber schließlich am 8. September 1943 überwunden wurde. Während der Kämpfe töteten die kanadischen Truppen sechs Personen und nahmen 57 Gefangene, wobei auf eigener Seite zwei Offiziere getötet wurden.

## Folgen
Obwohl die Deutschen die alliierte Hauptlandung bei Salerno richtig vorhersahen, trug die Operation wohl dazu bei, dass sich am Tag nach Bekanntgabe des Waffenstillstands von Cassibile der italienische König Viktor Emanuel III., seine Familie und Teile der Regierung Badoglio am 9. September 1943 von Rom nach Brindisi absetzen konnten. Gleichzeitig mit der Hauptlandung der 5. US-Armee im Golf von Salerno am selben Tag wurde zusätzlich die Operation Slapstick im Hafen von Tarent durch die britische 1. Luftlandedivision durchgeführt. Die alliierte Landungsflotte landete von Bizerta kommend die Division in Tarent an. Es gab auch hier keinen militärischen Widerstand von italienischer Seite, Heer und Kriegsmarine hatten sich noch am Vortag zurückgezogen. Lediglich der britische schwere Minenleger Abdiel wurde durch Seeminen versenkt.
Bis zum Abend des 10. September konnte bei der alliierten Hauptlandung bei Salerno trotz starker deutscher Gegenwehr eine 55 km breite Landezone in einer Tiefe von ca. 10 km gesichert werden. Auch in den Folgetagen kam es zu heftigen Kämpfen mit deutschen Einheiten. Erst am 19. September konnte die amerikanische 5. Armee ihren Vormarsch in Richtung Hafen Neapel fortsetzen und nahm am 28. September Avellino und am 1. Oktober Neapel.